# 桑托多明戈德皮龙
桑托多明戈德皮龙，是西班牙卡斯蒂利亚-莱昂塞戈维亚省的一个市镇。 总面积28平方公里，总人口66人（2001年），人口密度2人/平方公里。